# Everytime I Die
Everytime I Die è un singolo dei Children of Bodom estratto dall'album Follow the Reaper del 2001.

## Caratteristiche
Questo brano è un Melodic Death metal che ha 2 assoli: uno di ]chitarra fatto da Alexi Laiho, l'altro di tastiere fatto da Janne Wirman.

## Equipaggiamento Band
- Chitarre : chitarra elettrica ESP "Alexi Laiho Signature" con pickups passivi EMG dotati di booster e Floyd Rose e Jackson Guitars nera.
- Batteria:

Pearl Reference Redline - Piano Black con Black Chrome Hardware
8 "x8" Tom Tom
10 "x8" Tom Tom
12 "x9" Tom Tom
Piano 14 "x12" Tom
Piano 16 "x16" Tom
22 "x18" Bass Drum x 2
14 "x5" Rullante
Piatti
14 "Meinl Byzance tradizionale Heavy Hi-Hat x2 (entrambi i lati)
20 "Meinl MB20 giro pesanti (a sinistra)
8 "Meinl Byzance Traditional Splash x2
18 "di media Byzance brillante Thin Crash x2
20 "Meinl Byzance giro tradizionale pesante (a destra)
20 "Crash Media Byzance brillante
18 "Byzance brillante Cina
Pearl Hardware
DR-503 Rack + Icona PCX-100 e PCX-200 Rack Morsetti
H-2000 Eliminator Hi-hat stand
Pearl Demone Unità doppio pedale
CLH-1000 chiuso Hat
S-2000 tamburo rullante stare
CH-1000 Piatto titolari
TH-100S Tom titolari
D-220 Roadster Trono
Bacchette
Promark Evelyn Glennie 740
- Basso

ESP Black Araya 4 Strings
- Tastiere

Roland JV2080 (three units, using different expansions)

## Formazione
- Alexi "Wildchild" Laiho - chitarra, voce
- Alexander Kuoppala - chitarra
- Jaska W. Raatikainen - batteria
- Henkka "Blacksmith" Seppala - basso
- Janne Wirman - tastiere